# Indiana Jones and the Staff of Kings
Indiana Jones and the Staff of Kings é um jogo eletrônico desenvolvido pela LucasArts para o PlayStation 2, PSP e Nintendo DS. O jogo é o terceiro na série de jogos originais em 3D de Indiana Jones, precedido por Indiana Jones and the Emperor's Tomb, e Indiana Jones and the Infernal Machine.

## Jogabilidade
O enrendo gira em torno da busca de Indy pelo Cajado de Moisés. O jogo é mais uma missão que te leva ao redor do mundo em várias missões, lutando contra Nazistas, caçadores panamenhos e tentando encontrar artefatos que irão destravar outras possíveis coisas para se pegar e fazer. Embora o Cajado de Moisés apareça no jogo muito mais depois. O cenário é 1939 (no ano em que se inicia a Segunda Guerra Mundial, 18 anos antes dos eventos do Reino da Caveira de Cristal e 1 ano depois da Última Cruzada) e apresenta uma sequência em San Francisco, envolvendo uma luta do lado de fora de uma fábrica de fogos de artifício e uma luta em cima de um bonde em fuga (dentro do bonde na versão para o Wii e PlayStation2). Os destinos incluídos no jogo são Sudão, Chinatown (em San Francisco), Panamá, Istambul, Nepal e um zepelim chamado Odin. A versão DS inclui Paris.
GameTrailers mantém um trailer publicitário para o jogo, apresentando arte conceitual de uma estação de trem e um barco no estilo de uma Rainha Africana. Também foi revelado que Indy vai recuperar muitos "artefatos antigos pelo mundo". Os lugares também incluem a Chinatown de San Francisco e a "terra mais santa do mundo".
A versão para o Wii do jogo inclui uma história no modo Cooperative (com Indiana e Henry Jones Sr.) Na versão para o Wii e PlayStation 2 se pode desbloquear: modo Big Head, Henry Jones Sr., Tuxedo Indy e Han Solo.
Indy tem várias armas a sua disposição. Primeiramente e obviamente são seus punhos: socando e lutando com o inimigo ajuda a terminar o serviço. Naturalmente, você também pode usar seu chicote. Com ele você pode desarmar o oponente, ou amarrar, com seu chicote, o pescoço, a cintura ou os tornozelos do oponente e puxá-los para si. Outra estratégia é amarrar o chicote numa peça grande de mobília (como uma estante de livros) e derrubá-la em cima do inimigo.
Outro fator interessante é que você pode pegar vários itens que estiverem à mão, como pás, garrafas de cerveja, pedaços de madeira, bolas de sinuca, etc., e usá-los como arma. Você também pode agarrar um oponente e batê-los contra objetos sólidos, como paredes, mesas, etc.
Às vezes, você será forçado a usar sua arma em um tiroteio. Você pode atirar em seus inimigos, ou procurar algo para atirar, como barris de dinamite ou lâmpadas de rua.

## Desenvolvimento
O jogo foi anunciado em 2005, com lançamento previsto para os consoles PlayStation 3 e Xbox 360. Durante a E3 2006, a LucasArts promoveu o jogo citando o uso de uma nova tecnologia desenvolvida pela NaturalMotion chamada Euphoria, que generaliza as animações "on-the-fly" para personagens em 3D, eliminando a necessidade da repetição de animações. O jogo foi previsto para ser lançado em 2007, mas isso não ocorreu. Depois, quando Indiana Jones e o Reino da Caveira de Cristal finalmente teve sinal verde e entrou em produção, muitos assumiram que a LucasArts estava combinando a data do lançamento do jogo e a estreia do filme para o meio de 2008 (como foi o caso com Lego Indiana Jones: The Original Adventures), mas isso também não ocorreu.
Esses atrasos no desenvolvimento foram causados pelo fato de a LucasArts estarem priorizando Star Wars: The Force Unleashed, que usa a mesma tecnologia que estava originalmente associada com o jogo do Indiana Jones em 2006.
Em uma entrevista em julho de 2008 com a DailyGame, um representante da LucasArts desmentiu boatos sobre o cancelamento do jogo, dizendo que os jogos para o PlayStation 3 e Xbox 360 do Indiana Jones estavam sob desenvolvimento , e disse que "o jogo parece ótimo". John Armstrong dublou Indiana Jons.
No dia 23 de janeiro de 2009, um trailer oficial revelou que o jogo poderia ser lançado na primeira metade de 2009 para as plataformas Wii, NIntendo DS, PlayStation 2 e PSP. Foi revelado que o original, desenvolvido para o PlayStation 3 e Xbox 360 foi cancelado após contantes atrasos. A versão para o Wii, Nintendo DS, PlayStation 2 e PSP foram simultaneamente desenvolvidos pela Artificial Mind and Movement (exceto na versão para o PSP, que foi desenvolvida pela Amaze Entertainment) e não enfrentou os mesmos atrasos.
A história do jogo foi inspirada no filme Indiana Jones e os Caçadores da Arca Perdida e é uma colaboração entre a LucasArts e Peter Hischmann. Foi criada poucos anos antes do lançamento e recebeu algumas contribuições de George Lucas e Steven Spielberg.
Um romance também intitulado Indiana Jones and the Staff of Kings seria lançado para combinar com o jogo, mas por causa dos inúmeros atrasos, o livro nunca foi lançado. O livro foi totalmente escrito, no entanto.

## Enredo
A história começa com Indiana Jones procurando uma imagem do antigo deus carneiro no Sudão em 1939. Indiana atravessa um canyon e entra no templo do deus. Depois de escapar por pouco de aranhas e estátuas, Indiana encontra a imagem e, quando está para sair, uma explosão o faz dar um passo atrás. São os Nazistas. Ele se vê em frente ao seu líder, Magnus Voller, e um ajudante Nazista segurando uma pistola. Indiana é forçado a desistir da imagem, mas escapa, distraindo Voller. Indiana, então, sai do templo, e luta com alguns soldados Nazistas. Ele entra em um caminhão e vai atrás de um avião que está decolando pela pista. Depois de chegar no avião, ele derruba o piloto e decola. Ele é brevemente perseguido por alguns soldados Nazistas, mas escapa e volta para os Estados Unidos.
De volta nos Estados Unidos, Indiana recebe uma carta de um velho amigo, Archie Tan. Ele diz que tem informações sobre o desaparecimento do ex-professor universitário de Indiana, Charles Kingston. Indiana viaja até a cidade de San Francisco para conversar com Archie, e descobre que ele e sua filha, Suzie, foram sequestrados. Indiana rastreia Suzie, que lhe diz a localização do escritório de seu pai. Indiana toma conhecimento de um artefato antigo que Archie estava guardando, the Jade Sphere (a Esfera de Jade). Indiana vai até o escritório a encontra uma passagem secreta, que o levou até uns capangas. Ele derrota os capangas e monta em uma cadeira bamba, que desce até uma câmara subterrânea cheia de navios antigos. Um capanga aparece e atira contra Indiana em sua descida, mas este consegue se desviar e sobreviver. Ele também sobrevive quando um mastro cai, quase o atingindo. Ele encontra mais capangas em baixo, mas se livra deles. Então ele encontra a Esfera de Jade em uma pilha de bolas de canhão. Um dia depois, Indiana está do lado de fora de um escritório em San Francisco, quando vê Archie sendo segurado por Voller e um agente Nazista. Voller ordena Indiana a entregar a Esfera, ou o professor Tan morrerá. Indiana entrega a Esfera para Voller, então ele e Archie entram num bonde que descia a rua. Magnus abre o pacote em que a Esfera estava envolvida, mas, no lugar da Esfera, só havia uma estátua sem valor. Ele quebra a estátua no chão com aversão. O bonde é então caçado por carros equipados com metralhadoras. Indiana usa sua pistola para atirar nos pneus ou nos motores dos carros (na versão para o Xbox 360, isso é substituído por uma luta em cima do bonde), e o bonde é parado por Archie. Depois de Archie contar a Indiana sobre os eventos que ocorreram, Indiana decide viajar para a América Central, onde Kingston encontrou a Esfera de Jade anos atrás.
Quando chega nas docas, Indiana entra em um acordo com uma fotógrafa britânica, chamada Maggie O'Mally, que decide escoltá-lo em seu caminho. Contudo, seu acampamento e a floresta que o cerca são atacados por mercenários nativos, que estavam sob ordem de Magnus. Indiana os defende de seus invasores. Ele salva a aldeia de Índios na versão para o Wii e PlayStation 2, e ganha uma chave de uma pirâmide. Indiana viaja pela pirâmide em ruínas, que está localizada no submundo Maia, e que o leva ao diário de Kingston revelando detalhes do Cajado dos Reis, o artefato que Moisés usou para dividir o Mar Vermelho. Depois de obter outras pistas sobre a localização do Cajado em Istambul, Indiana localiza Kingston no Nepal. Infelizmente, os Nazistas seguem Indiana até o local de repouso do Cajado e sequestram Kingston e Maggie (que é,  na verdade, uma agente MI6). Indiana então foge para o zepelim dos Nazistas, o "Odin", e resgata Maggie, mas não consegue impedir Magnus de atirar e matar Kingston e de usar o Cajado para dividir o Mar Vermelho. Em resposta, Indiana e Maggie caçam Magnus em uma motocicleta com um sidecar e os derrotam com um lança foguetes. Magnus, então, tenta escapar, mas Indiana o soca contra a parede de água. Depois de alcançar terra firme, o Cajado desencadeia uma explosão que faz a água afundar o zepelim. Em seguida, o Cajado se transforma em uma serpente, e Indiana lamenta: "Ah... ele pode cuidar de si mesmo".

## Recepção
Indiana Jones and the Staff of Kings recebeu aprovação média dos críticos, mantendo uma média de 55% no Metacritic.
Alguns críticos da versão para o Wii disseram que os controles de movimento não foram bem implementados. O Nintendo Power deu nota 7,5 em 10, elogiando a jogabilidade e a atuação de voz. O jogo recebeu 69% da NGamer, criticando ser, às vezes, frustrante e entedioso. A IGN deu nota 5 em 10, elogiando sua interface, efeitos gráficos, quantidade de extras, níveis interativos e jogabilidade variada, mas criticando seus "controles de movimento estupidamente implementados". A The Onion (A.V. Club) deu um F (um zero na escala Metacritic), dizendo que os controles de movimento são "indesculpáveis" e declarando que o jogo Indiana Jones and the Fate of Atlantis supera Staff of Kings em tudo, exceto os gráficos da "GameCube-like". A GameSpot deu nota 3,5 em 10, criticando seus "checkpoints terrivelmente dispostos", seus visuais "antiquados" e seus "controles de movimento atrozes e irritantes". Game Chronicles elogiou os "sólidos" controles para o Wii e que "nunca antes o jogo foi tão chamativo ou as ações forçadas." e que "Em qualquer outro sistema este jogo seria só mais uma aventura média, mas o Wii dá muito mais controles intuitivos e sensíveis." e deu ao jogo a nota 7,5 em 10.